# ダニエル・ペナック

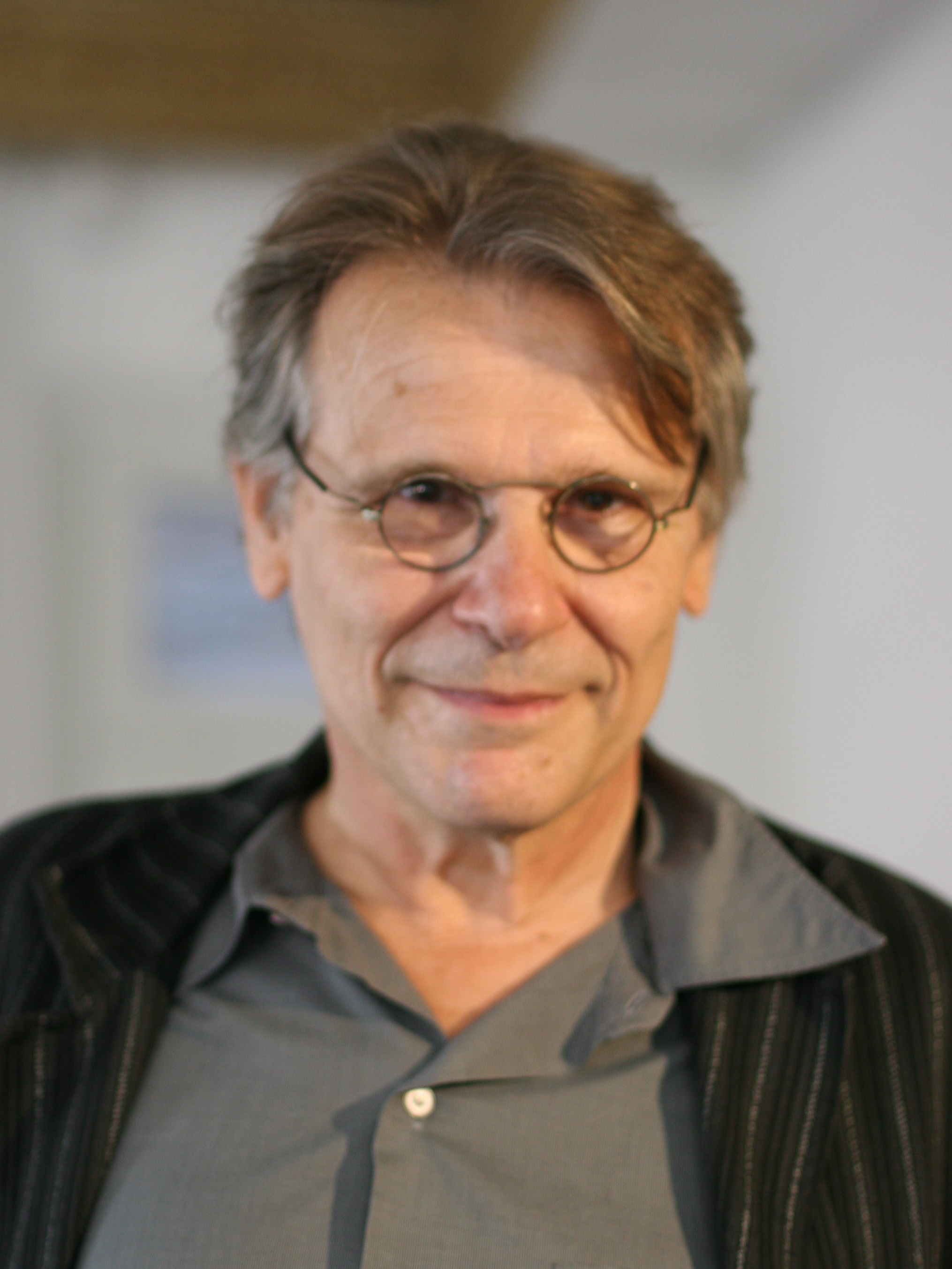
ダニエル・ペナック（2008年）

ダニエル・ペナック（Daniel Pennac, 1944年 - ）はフランスの小説家。

## 人物
モロッコのカサブランカ生まれ。本名はダニエル・ペナッキオニ(Daniel Pennacchioni)。
リセの教師をしながら作家活動をしていたが、1995年以降は作家に専念。
児童文学作家としてデビューしたが、1985年に発表したAu bonheur des ogres（『人喰い鬼のお愉しみ』）がベストセラーになってから推理小説も書くようになった。

## 作品

### 「マロセーヌ」シリーズ
「身代わり」を生業とするバンジャマン・マロセーヌを主人公とするミステリ・シリーズ
- Au bonheur des ogres, 1985

『人喰い鬼のお愉しみ』（中条省平 訳, 白水社, 1995）
- La fée carabine, 1987

『カービン銃の妖精』（平岡敦 訳, 白水社, 1998）
- La petite marchande de prose, 1989

『散文売りの少女』（平岡敦 訳, 白水社, 2002）
- Monsieur Malaussène, 1995

『ムッシュ・マロセーヌ』（平岡敦 訳, 白水社, 2008）
- Des chrétiens et des maures, 1996
- Aux fruits de la passion, 1999

### 「カモ少年の冒険」シリーズ
- Kamo, l'idée du siècle, 1993
- Kamo et moi, 1992
- Kamo: L'agence Babel, 1992

『カモ少年と謎のペンフレンド』（中井珠子 訳, 白水社, 2007）
- L'Évasion de Kamo, 1992

### 児童書
- Cabot-Caboche, 1982

『気まぐれ少女と家出イヌ』（中井珠子 訳, 白水社, 2008）
- L'œil du loup, 1984

『片目のオオカミ』（末松氷海子 訳, 白水社, 1999）
- Le Roman d'Ernest et Célestine, 2012

『エルネストとセレスチーヌのお話』（渡辺響子 訳, 銀の月, 2021）
ガブリエル・バンサンのErnest et Célestine（邦題「くまのアーネストおじさん」）シリーズを元にしている。

### その他の小説
- Les Enfants de Yalta, 1978
- Père Noël, 1979
- Messieurs les enfants, 1997

『子ども諸君』（平岡敦 訳, 白水社, 2000）
- Le Dictateur et le Hamac, 2003
- Merci, 2004
- Chagrin d'école, 2007

『学校の悲しみ』（水林章 訳, みすず書房, 2009）
- Journal d'un corps, 2012

### エッセイ
- Le Service militaire au service de qui ?, 1973
- Comme un roman, 1992

『奔放な読書　本嫌いのための新読書術』（浜名優美, 浜名エレーヌ, 木村宣子 訳, 藤原書店, 1993）
新装版『ペナック先生の愉快な読書法　読者の権利10ヵ条』（藤原書店, 2006）
- Gardiens et Passeurs, 2000
- Mon frère, 2018

### 共著
- Les grandes vacances, 1994

『ル・グラン・ヴァカンス』（辻宏子 訳, トレヴィル, 1994）
ロベール・ドアノーとの共著。